# Parafia bł. Michała Kozala w Śremie
Parafia bł. Michała Kozala w Śremie – rzymskokatolicka parafia w dekanacie śremskim, obejmująca mieszkańców części domków jednorodzinnych os. Helenki w Śremie oraz wieś Psarskie. Proboszczem jest ks. Andrzej Zieliński.

## Historia
Parafia powstała w 1995 r. po otrzymaniu przez Parafię Najświętszej Marii Panny Wniebowziętej terenu przy ul. Malczewskiego 2 na Helenkach w ramach rekompensaty za dobra zajęte w okresie powojennym. Głównym inicjatorem powstania parafii na Helenkach był zaś ks.kan. Bogdan Elegańczyk. On też rozpoczął wraz z mianowanym przez arcybiskupa ks. Pawłem Książkiewiczem – rektorem a potem pierwszym proboszczem – prace adaptacyjne istniejących budynków do celów sakralnych i mieszkaniowych. 
Abp Jerzy Stroba dekretem z dnia 23 czerwca 1995 roku ustanowił z dniem 1 lipca 1995 roku Ośrodek Duszpasterski pod wezwaniem Błogosławionego Michała Kozala, natomiast abp Juliusz Paetz 16 czerwca 1998 roku ustanowił parafię pod wezwaniem Błogosławionego Michała Kozala Biskupa i Męczennika. Od 29 sierpnia 1999 roku nowym proboszczem został ks. Andrzej Zieliński. Od maja 2004 roku rozpoczęto budowę nowego kościoła.

## Wspólnoty parafialne
W parafii działają następujące grupy parafialne
- Rada Duszpasterska i Rada Ekonomiczna
- Caritas Parafialna
- Żywy Różaniec
- Chórek Dziecięcy
- Ministranci